# Baldovino Dassu
Baldovino Dassu (* 3. November 1952 in Florenz) ist ein italienischer Profigolfer der European Seniors Tour.

## Werdegang
Dassu gewann im Jahr 1970 die British Youths Open Amateur Championship, spielte in jenem Jahr in der italienischen Mannschaft bei der Eisenhower Trophy und wurde 1971 Berufsgolfer.
Im selben Jahr gelang es Dassu – bei der Swiss Open im Golf-Club Crans-sur-Sierre – mit einer Runde von 60 Schlägen, eine Bestleistung im professionellen europäischen Turniergeschehen aufzustellen. Dieser Rekord wurde erst 2006 vom Franzosen Adrien Mörk mit 59 Schlägen unterboten.
Ab 1972 bespielte er die dazumals gegründete European Tour. Sein bestes Jahr war 1976, als Dassu innerhalb von zwei Wochen seine beiden Titelgewinne verzeichnen konnte, und als Neunter der Geldrangliste die Saison beendete. Ab Mitte der 1980er Jahre konnte Dassu keine ausreichenden Ergebnisse mehr erzielen und verließ nach der Saison 1987 die Turnierserie.
Für Italien war er zweimal im Dunhill Cup und viermal im World Cup am Start.
Auf der European Seniors Tour versuchte sich Dassu in der Saison 2003 und belegte den 26. Rang in der Jahreswertung.

## European Tour Siege
- 1976 Dunlop Masters, Italian Open

## Andere Turniersiege
- 1974 Italian Professional Championship
- 1976 Italian Professional Championship
- 1977 Italian Professional Championship

## Teilnahmen an Teambewerben
- Dunhill Cup: 1985, 1986
- World Cup: 1976, 1979, 1980, 1982
- Hennessy Cognac Cup: 1976, 1978, 1980, 1982, 1984